# Celticecis texana
Celticecis texana är en tvåvingeart som först beskrevs av Ephraim Porter Felt 1935.  Celticecis texana ingår i släktet Celticecis och familjen gallmyggor. Inga underarter finns listade i Catalogue of Life.